# Antoine (kapper)

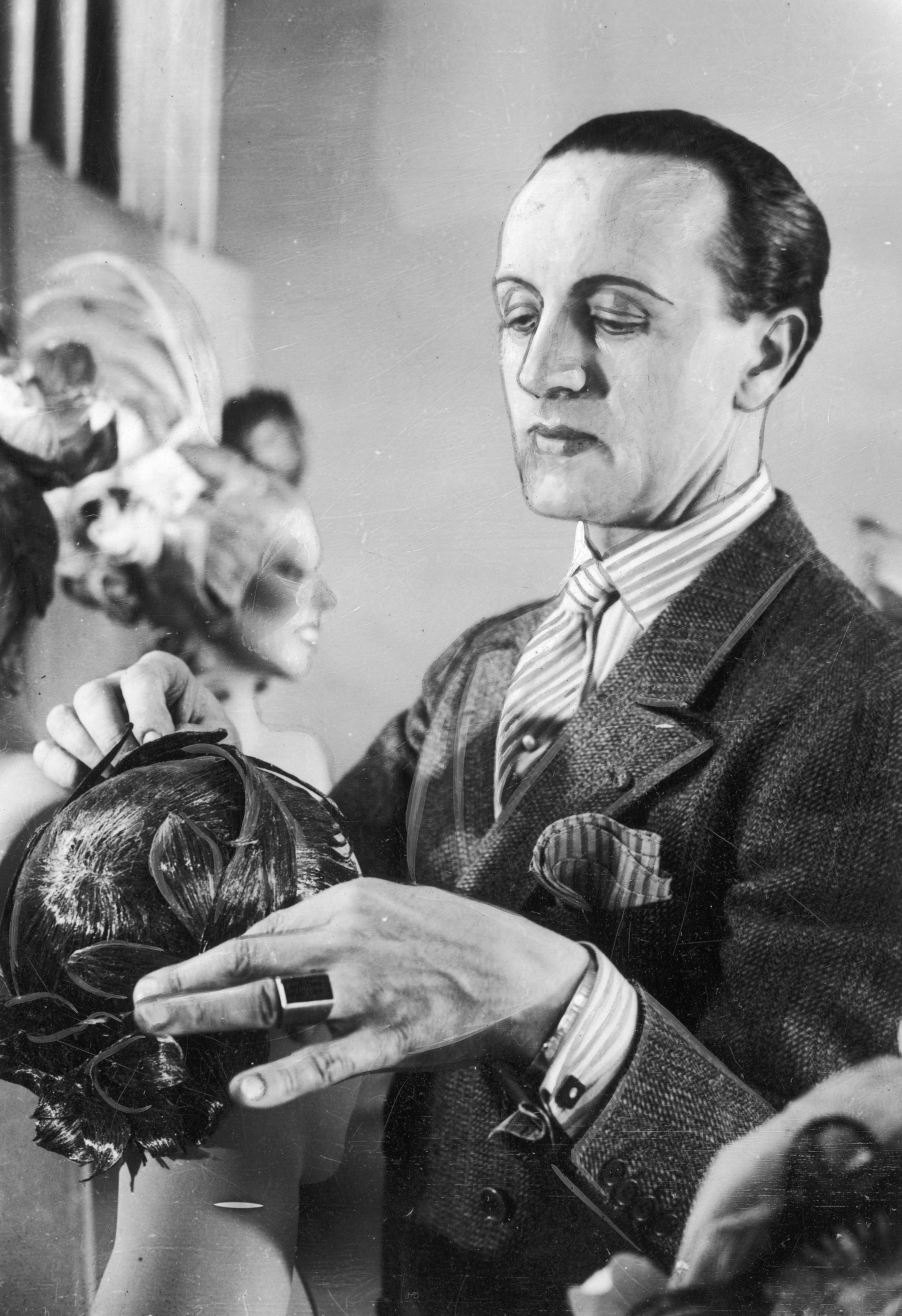
Antoine, 1934

Monsieur Antoine, officieel: Antoni "Antek" Cierplikowski, (Sieradz, Polen, 24 december 1884 – aldaar, 5 juli 1976) was een vooruitstrevende kapper die hoofdzakelijk in Frankrijk werkzaam was.
Vanaf 1902 werkte hij in diverse salons te Biarritz, Cannes, Deauville, Nice en Parijs. Bovendien werkte hij in die periode ook in een Engelse salon in Londen.
In 1906 begon hij een eigen salon in Parijs en hij was de eerste kapper die dames van een korte coupe voorzag. In de roaring twenties experimenteerde hij met het verven van de haren in onnatuurlijke kleuren en met blonde strepen in het haar, wat later een coupe soleil genoemd zou worden.
Tot zijn clientèle mocht hij verschillende beroemdheden rekenen; enkelen daarvan waren Sarah Bernhardt, Josephine Baker en Édith Piaf.